# Galopprennbahn Scheibenholz
Die Galopprennbahn Scheibenholz (früher auch Rennbahn am Scheibenholz genannt) ist eine Pferderennbahn in Leipzig. Sie wurde 1867 im Scheibenholz, einem Teil des Leipziger Auwaldes, errichtet; sie wird vom Leipziger Reit- und Rennverein Scheibenholz e. V. (LRRS) betrieben.

## Lage
Die Galopprennbahn Scheibenholz befindet sich im Ortsteil Südvorstadt. Das Areal wird begrenzt vom Rennbahnweg im Norden, der Karl-Tauchnitz-Straße und der Wundstraße im Osten, dem Schleußiger Weg im Süden sowie dem Elsterflutbett im Westen. Nördlich des Rennbahnweges schließt sich der Clara-Zetkin-Park an. Am östlichen Rand der Galopprennbahn liegt das Musikviertel. Die Fläche der gesamten Anlage umfasst rund dreißig Hektar.

## Geschichte

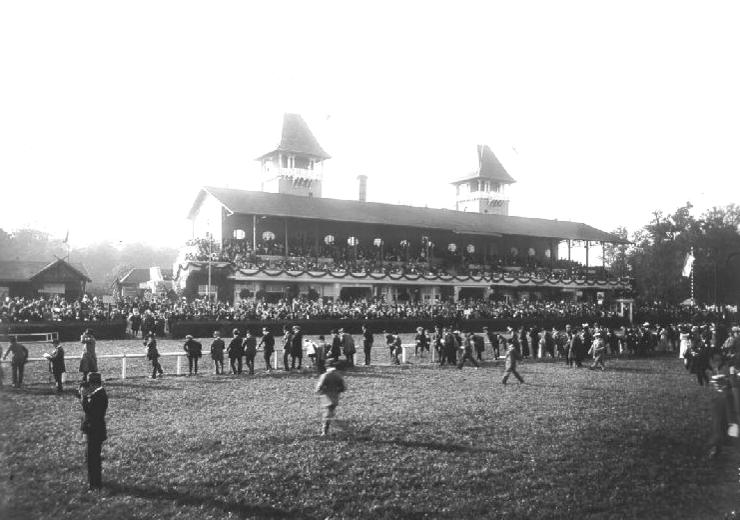
Die Tribüne zur Erbauungszeit 1907 (Architekt: Otto Paul Burghardt)

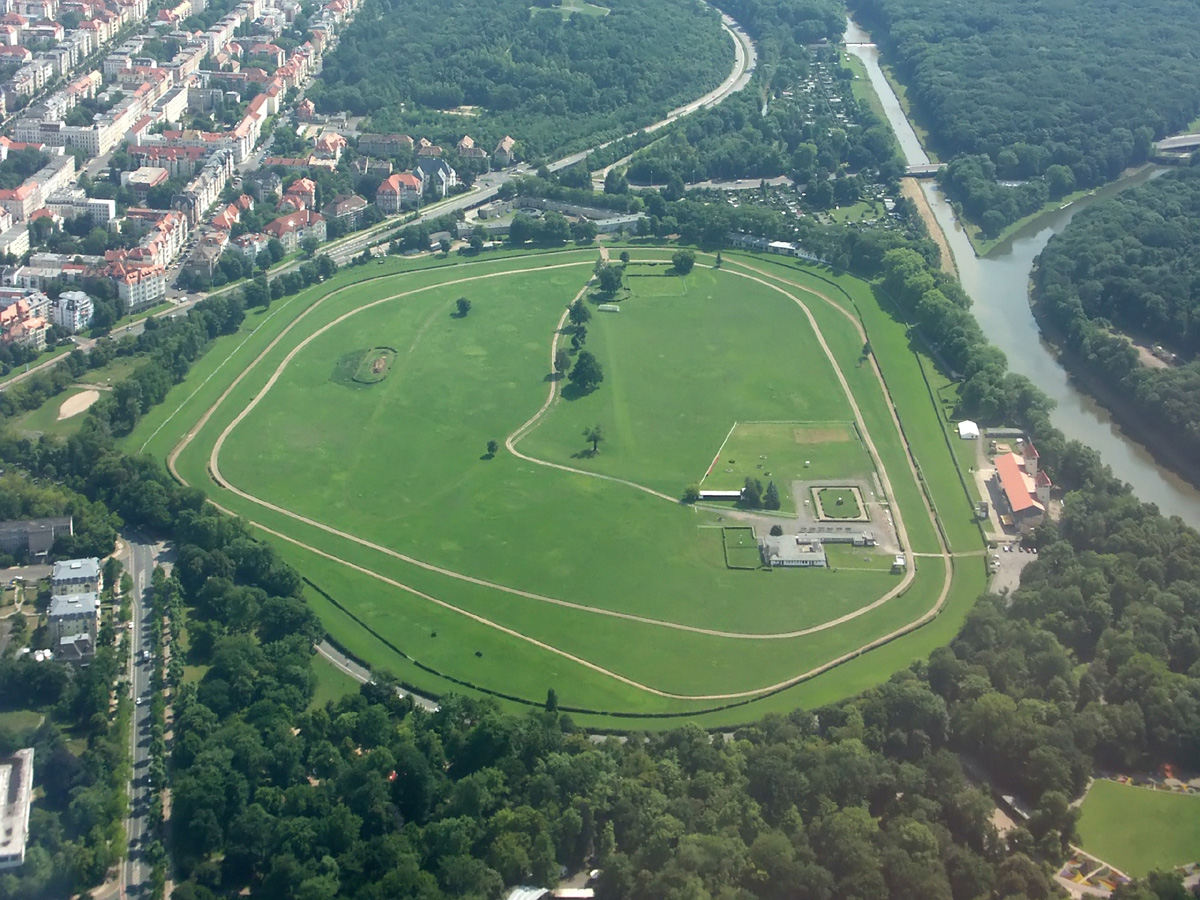
Luftbild der Galopprennbahn Scheibenholz (2008)

Der Leipziger Rennklub, nach dem von Berlin, Düsseldorf und Hamburg-Horn der viertälteste in Deutschland, wurde als Genossenschaft unter dem Vorsitz Ottomar Spangenbergs am 7. Mai 1863 gegründet. Im Juli des gleichen Jahres wurde der Standort für die künftige Rennbahn festgelegt. Man einigte sich auf das im Besitz von Karl Heine (1819–1888) befindliche Postgut zwischen Lindenau und Schönau, wo schon am 13. September die ersten acht Rennen (sechs Flach- und zwei Hindernisrennen) mit insgesamt 40 Pferden stattfinden konnten.
Da die Rennbahn sehr weit außerhalb der Stadt gelegen war, wurde nach dem Tod Spangenbergs von seinem Nachfolger Wilhelm Seyfferth (1807–1881) ein neuer Standort gesucht. Man verlegte die Galopprennbahn auf Schimmels Wiese in das Scheibenholz, die der Rennklub in kurzer Zeit zu einer Rennbahn umgestaltete. An diesem landschaftlich schönen Ort befindet sie sich bis heute. Wegen ihrer schönen Lage wurde die neue Rennbahn mit der Pariser Derbybahn in Chantilly verglichen. Man baute dort auch eine hölzerne Tribüne, die in den folgenden Jahren jedoch immer wieder erneuert werden musste. Am 14. und 15. September 1867 fand im Scheibenholz das Eröffnungsrennen statt. Damals betrug die Bahnlänge nur 1.550 Meter.
Ihre heutige Gestalt erhielt die Rennbahn 1906/07, als die hölzerne Tribüne im Zusammenhang mit der Erweiterung der Anlage durch einen Neubau ersetzt wurde. Der Leipziger Architekt Otto Paul Burghardt (1875–1959) errichtete ein zweitürmiges Gebäude, das nach nur sieben Monaten Bauzeit am 25. Mai 1907 eröffnet wurde. Die dafür notwendige sehr hohe Bausumme von 287.706,41 Mark konnte in Höhe von 250.000 Mark über eine 3½-prozentige Anleihe des Rennclubs aufgebracht werden. Da die Rennbahn auch außerhalb der Renntage ein viel besuchtes Ausflugsziel war, wurde in den Tribünensockel ein großzügiges Restaurant integriert, im hinteren Teil befanden sich außerdem im Zwischengeschoss die Wirtswohnung und Personalschlafräume. Burghardts Gebäude hat zwar durch einige Eingriffe (u. a. Verkleidung der ursprünglich offenen Turmobergeschosse und Zusetzen der rückwärtigen Rundbogenfenster) einiges von seiner filigranen Eleganz verloren, das von schlanken Eisenstützen getragene Dach und die beiden Türme prägen jedoch immer noch über die Rennbahngrenzen hinaus das Landschaftsbild.
Ebenfalls im Jahr 1907 errichtete man eine Jagdbahn mit mehreren neuen Linienführungen mit maximal 16 festen Sprüngen.
In den Folgejahren 1921 bis 1931 wurde das Rennbahngelände weiter verändert, im Innenraum der Bahn entstand ein Jagdkurs. Die nächste größere Veränderung fand im Jahre 1932 statt. Die Flachbahn wurde auf 1.750 Meter verlängert und erhielt damit ihre heutige Form.
Beim Luftangriff am 20. Februar 1944 wurde diese Bahn durch Fliegerbomben erheblich beschädigt, auch die Gebäude und Stallungen erhielten Bombentreffer. Nach dem Krieg erfolgte eine schnelle provisorische Beseitigung der Schäden, so dass bereits am 12. August 1945 der erste deutsche Nachkriegsrenntag mit sechs Rennen (27 Pferde in sechs Flachrennen) stattfinden konnte.
Von 1974 bis 1990 war die Leipziger Galopprennbahn Betriebsteil des VEB Vollblutrennbahnen Hoppegarten. Es wurden jährlich mehr als 30 Renntage veranstaltet. Eine einschneidende Veränderung war nach dem politischen Neubeginn im Jahre 1990 die Neugründung des Leipziger Rennklub e. V. mit einem Jahresprogramm von zehn Renntagen. Der Rennklub teilte am 18. Juni 2004 die Einstellung des Rennbetriebes mit. Unter Leitung eines neuen Vereins, des Leipziger Reit- und Rennverein Scheibenholz e. V., wurde dieser aber am 1. Mai 2005 wieder aufgenommen.

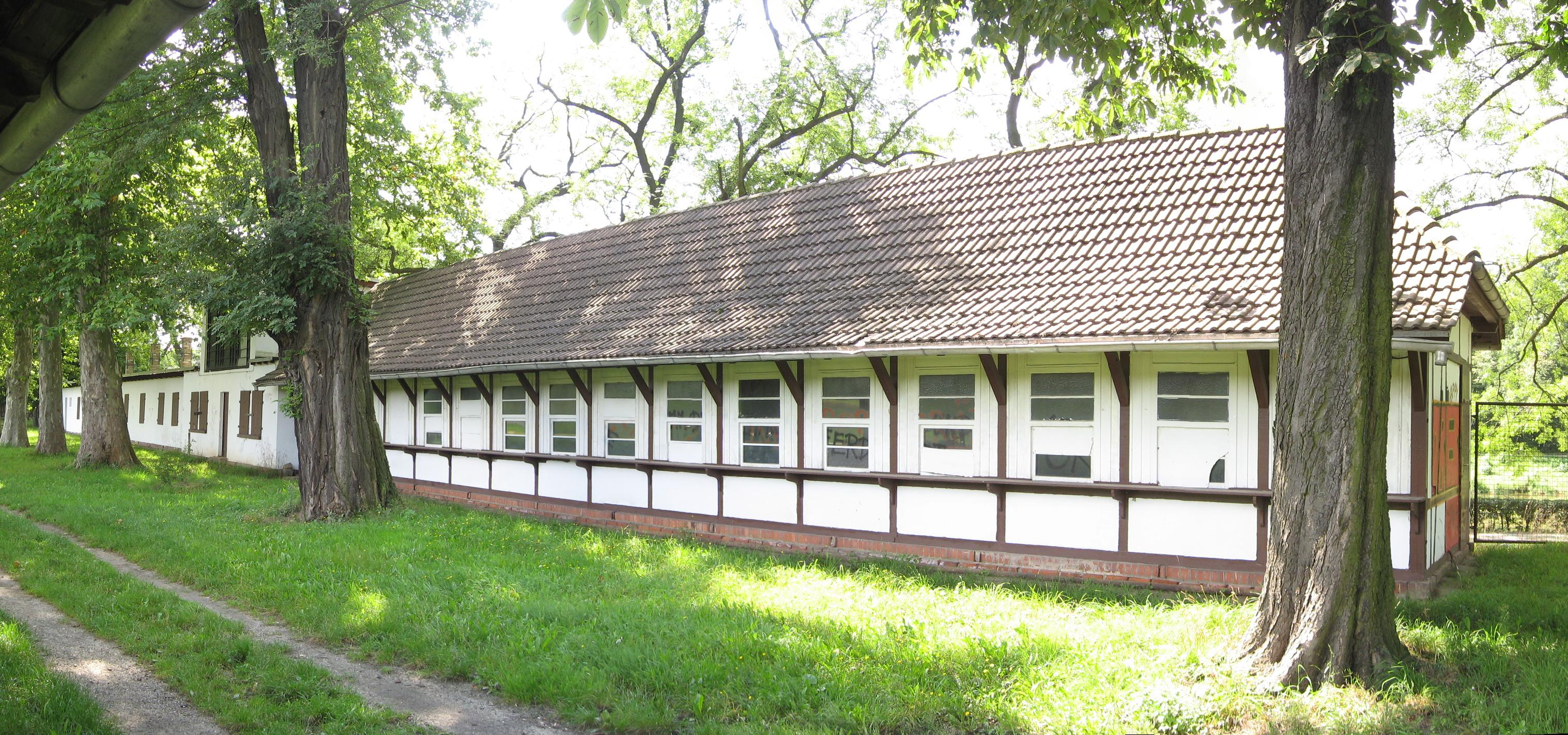
Alter Totalisator von 1908 (2007)

Das Tribünengebäude wurde von 2010 bis 2012 für über 2 Millionen Euro aus dem Konjunkturpaket II renoviert und am 1. Mai 2012 offiziell eingeweiht. Außer dem Tribünengebäude sind von den alten Bauten noch erhalten: der 1908 in Fachwerk errichtete alte Totalisator direkt am Elsterflutbett und der 1924 an der Wundtstraße erbaute zweigeschossige Sommerstall mit seinen Fachwerkgiebeln und den Außentreppen zu den Stallburschenräumen.
Das Jubiläum „150 Jahre Galopprennsport in Leipzig“ beging der LRRS mit einem Jubiläumsrenntag am 14. September 2013.